# Giuani Enrich
Giuani Enrich, auch Johann Enrich oder Johann Heinrich (* 13. Dezember 1881 in Livinallongo del Col di Lana; † 11. Dezember 1970), war ein Bildhauer in St. Ulrich in Gröden.

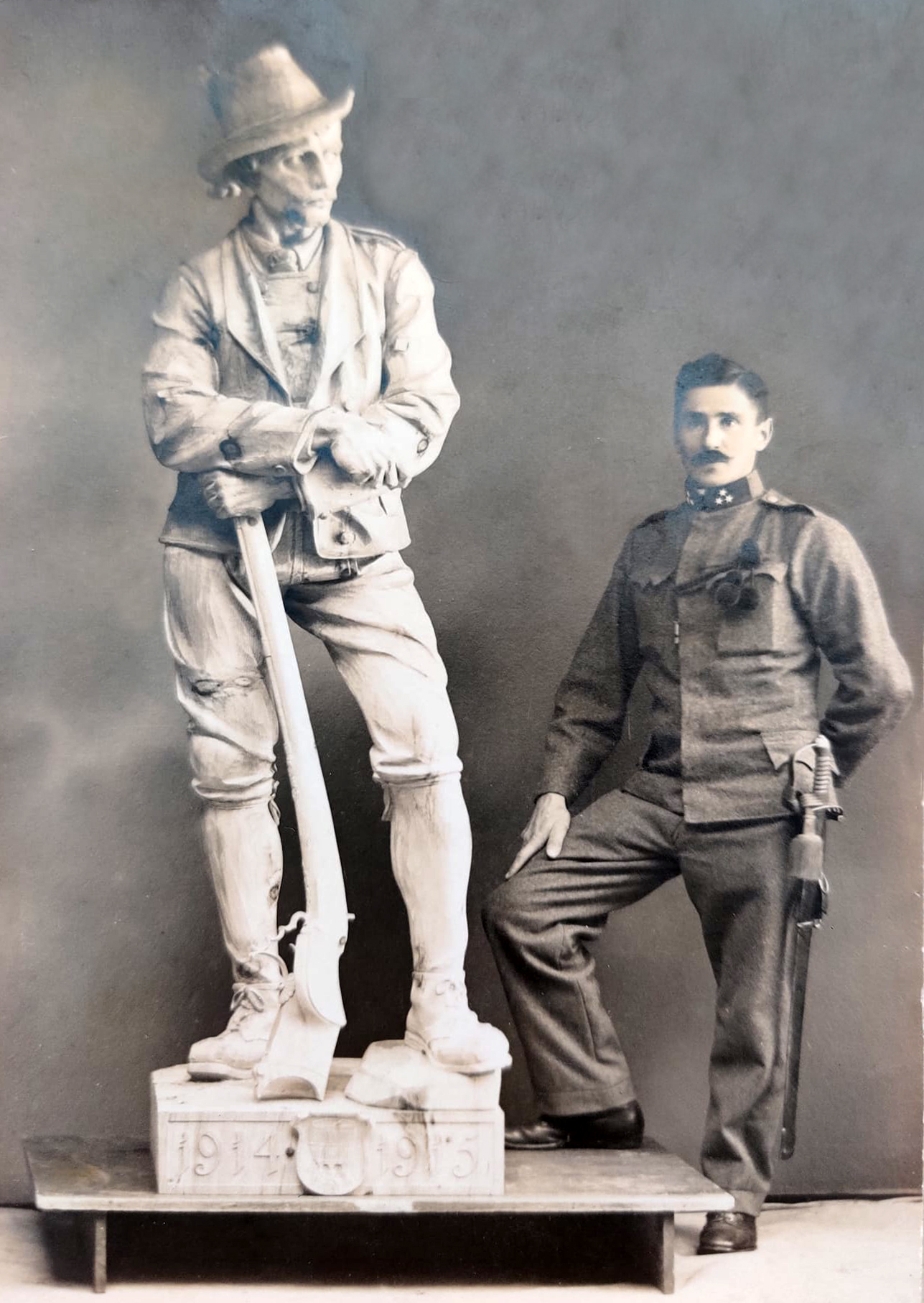
Giuani Enrich als Standschūtze mit einer seiner Skulpturen.

## Biografie
Giuani Endrich wurde in Buchenstein geboren und ging mit 14 Jahren nach Gröden, um das Schnitzen zu erlernen. Er war fünf Jahre lang Lehrling und sieben Jahre lang Geselle bei Johann Baptist Moroder. Sein Leben lang arbeitete er dann für den Verleger Ferdinand Stuflesser.
Von ihm stammt ein großes Holzrelief über Christoph Kolumbus, das vor Jahren in der Talstation der Seilbahn St. Ulrich–Seiser Alm aufgestellt war.

Giuani Enrich, Dritter von links bei einem Umzug in St. Ulrich anlässlich der Markterhebung 1908. Rechts im Bild ein Wanderhändler, auf dem Schlitten eine Klöpplerin und ein Holzschnitzer.

1911 heiratete er Josefa Hofer vom Haus Schnaltner in St. Ulrich. Ihre Kinder waren Franz, Hans, Elvira, Carlo, Hermann und Josefine.

## Giuani Enrich steht Modell

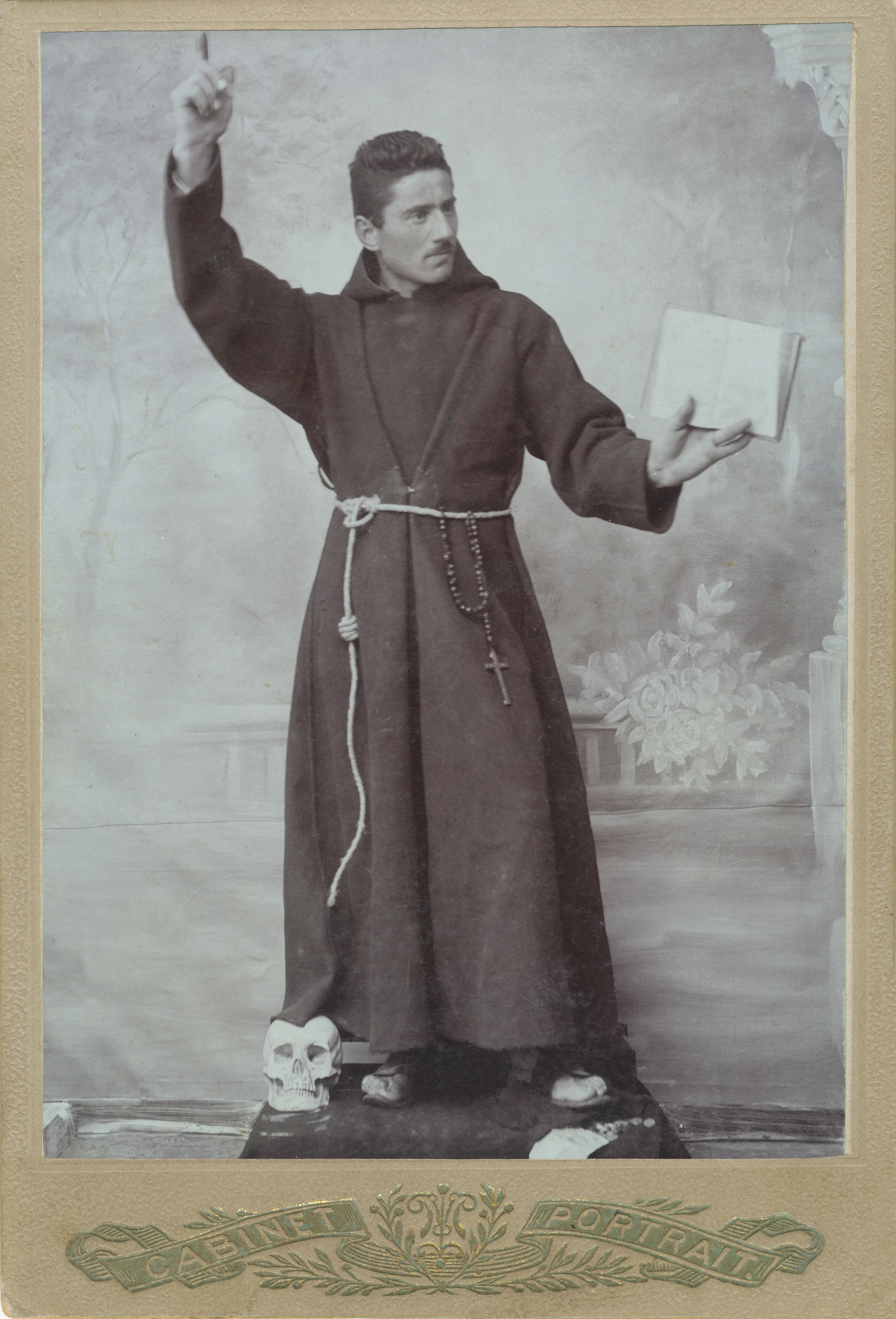
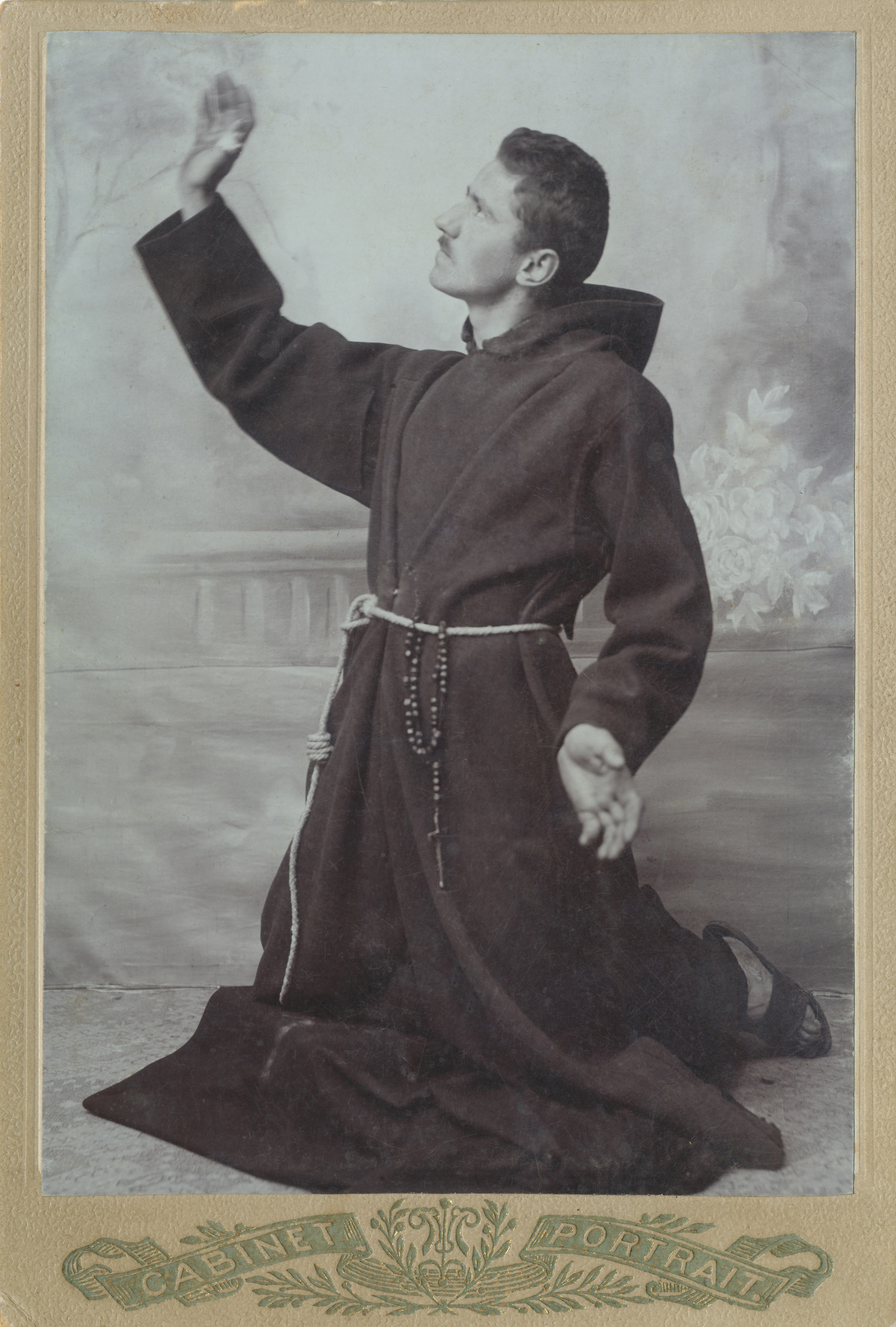
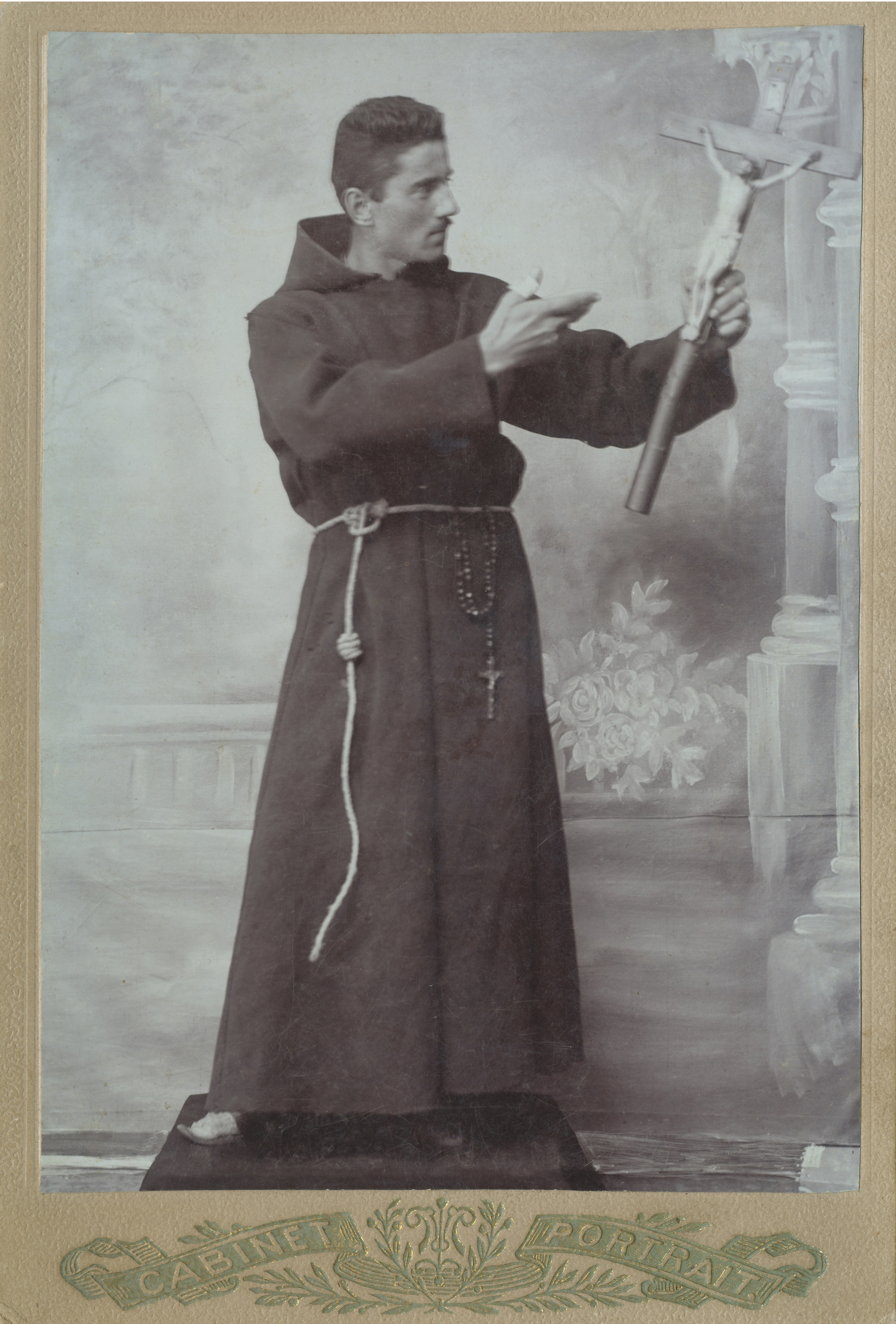

## Werke
- „Wehrmann von Tirol“.
- 2,30 m hohe Statue „Eiserne Blumenteufel“, benannt nach einer Zeichnung von Albin Egger-Lienz, im Kaiserjägermuseum am  Berg Isel in Innsbruck. Dieses Monument wurde zum Zweck der Kriegsnagelungen im Ersten Weltkrieg genutzt, um mit 50 Heller (ca. 5 €) je Nagel die Kriegswitwen zu unterstützen. Ein weiteres Monument für Kriegsnagelungen ist die Statue des Ritters Oswald von Wolkenstein von Johann Baptist Moroder, Enrichs Lehrmeister, das im Museum Gröden zu besichtigen ist[2][3][4].
- Steinach am Brenner Kopie des Monuments „Wehrmann von Tirol“ von 1916.
- Kufstein Statue eines Tiroler Standschützen[5][6]..

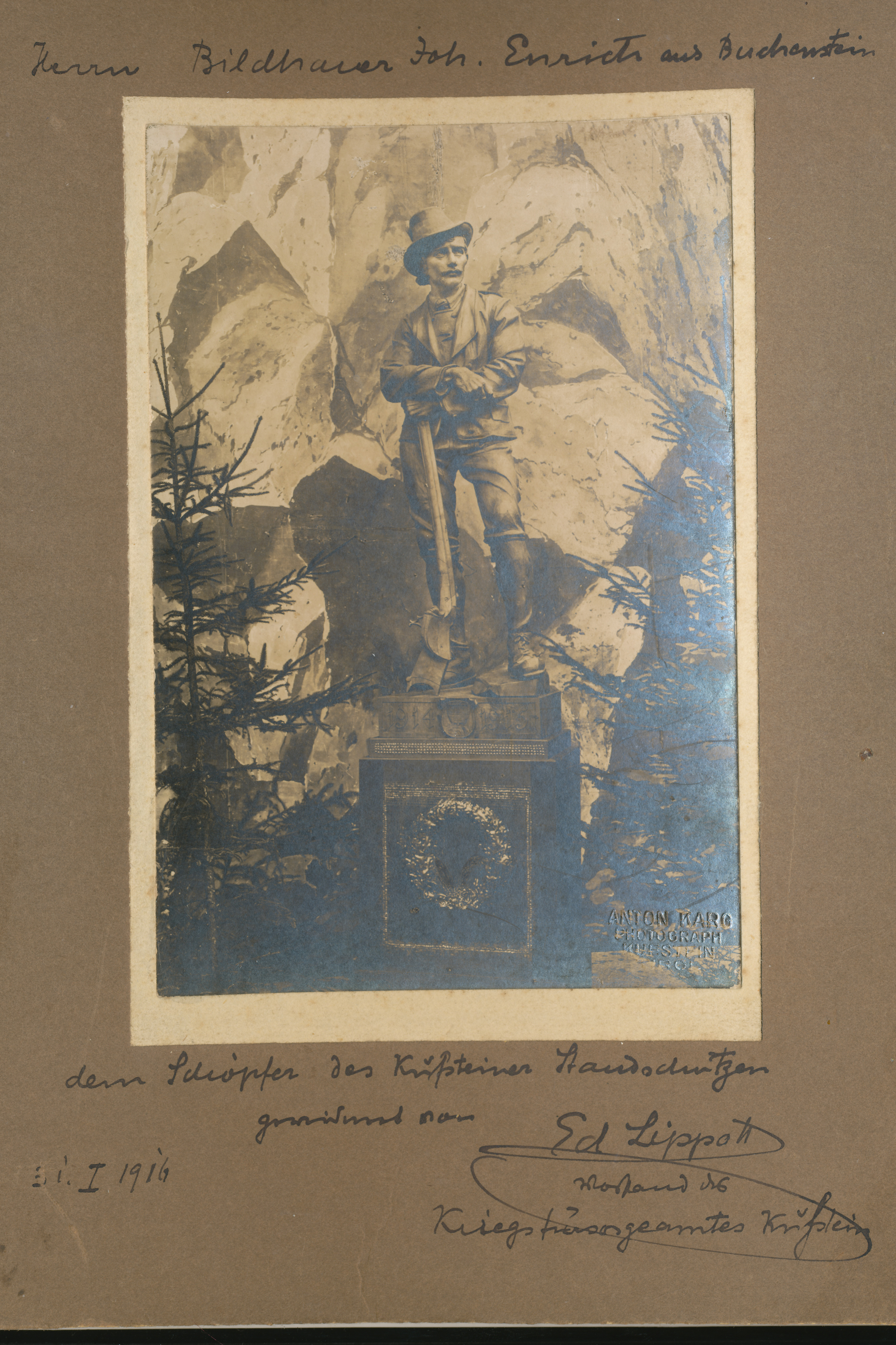
Monument im Kufsteiner Gemeindehaus
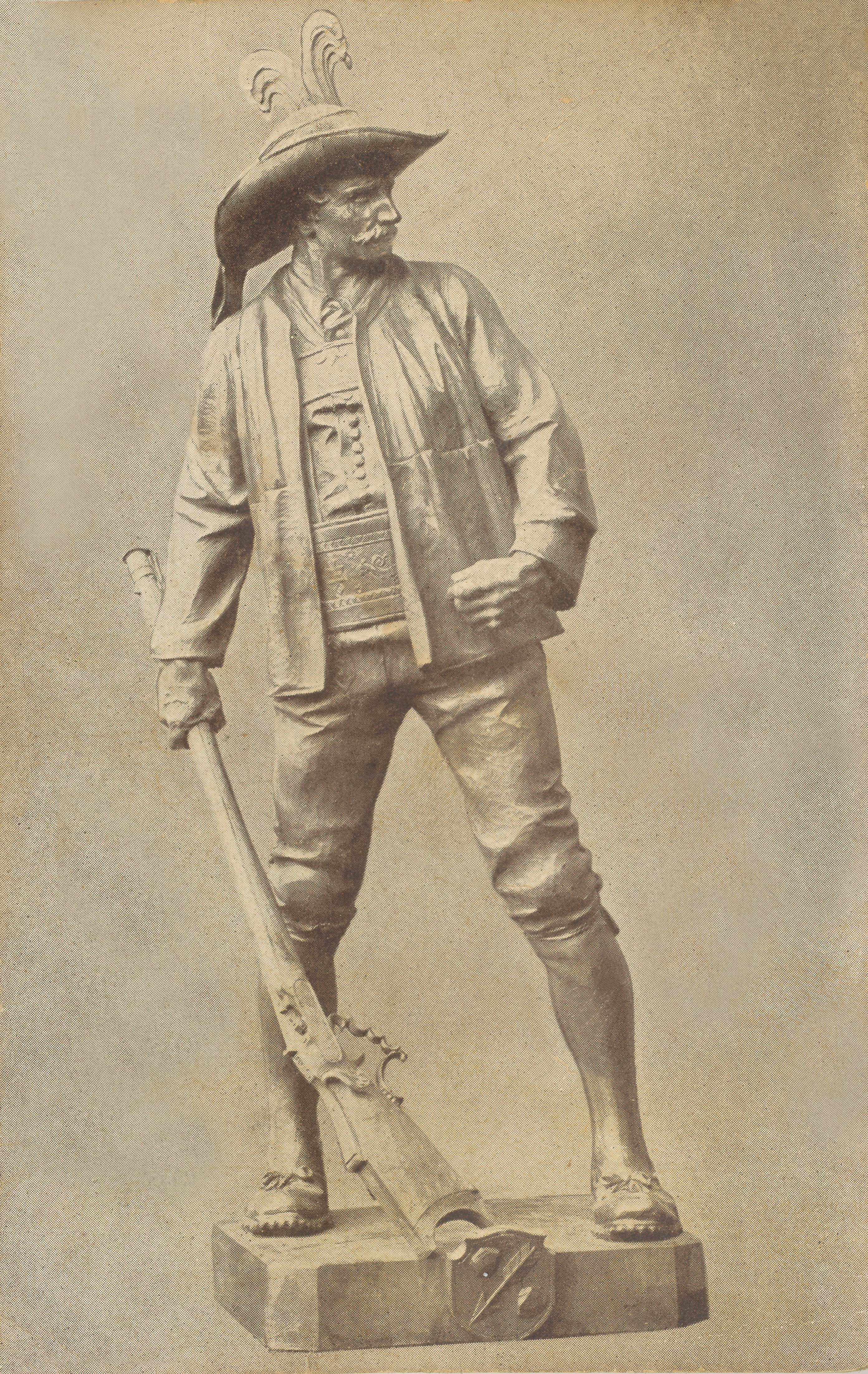
„Der Wipptler Wehrmann“ in Steinach am Brenner
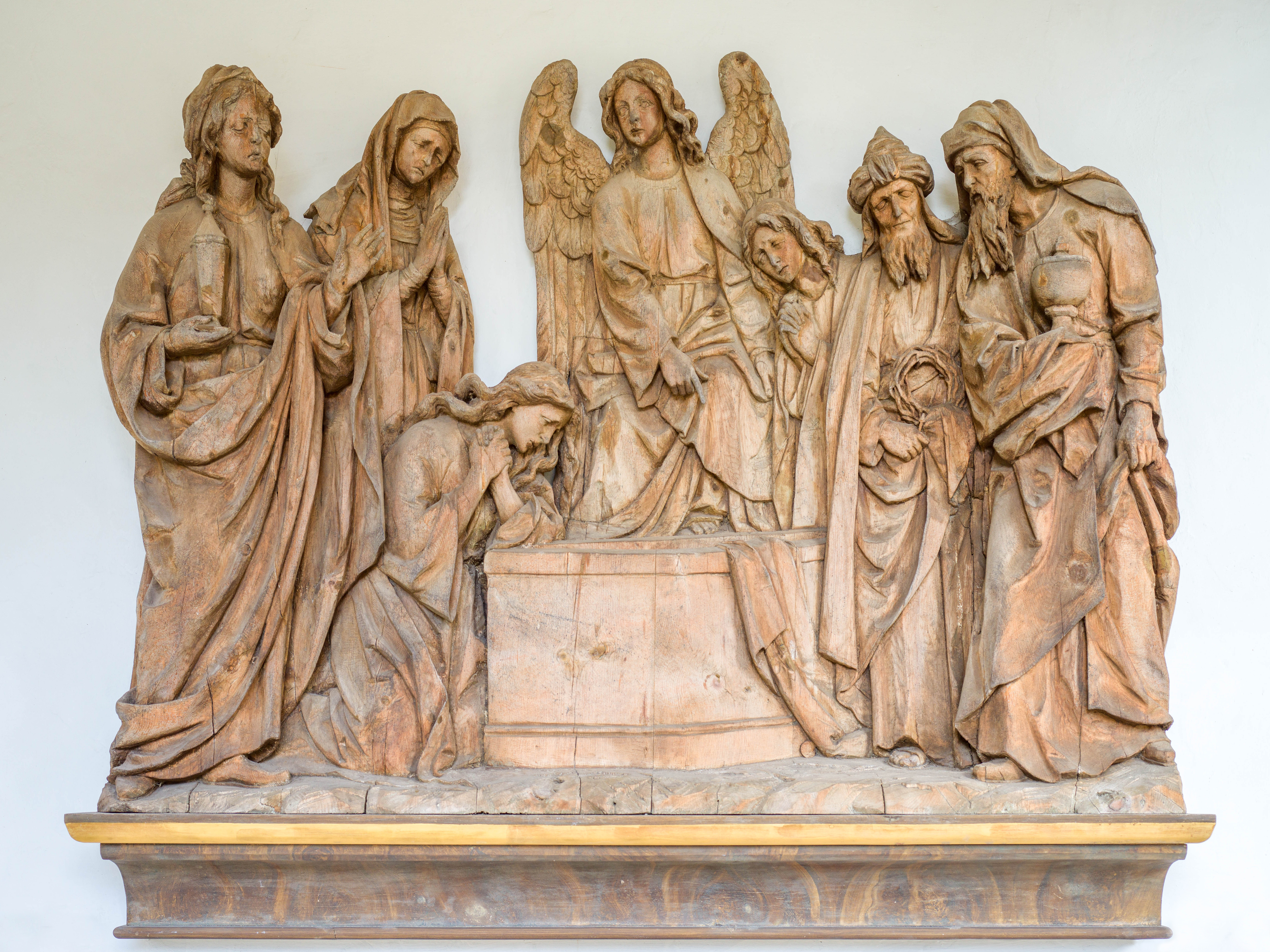
Grab Stuflesser Petlin in St. Ulrich

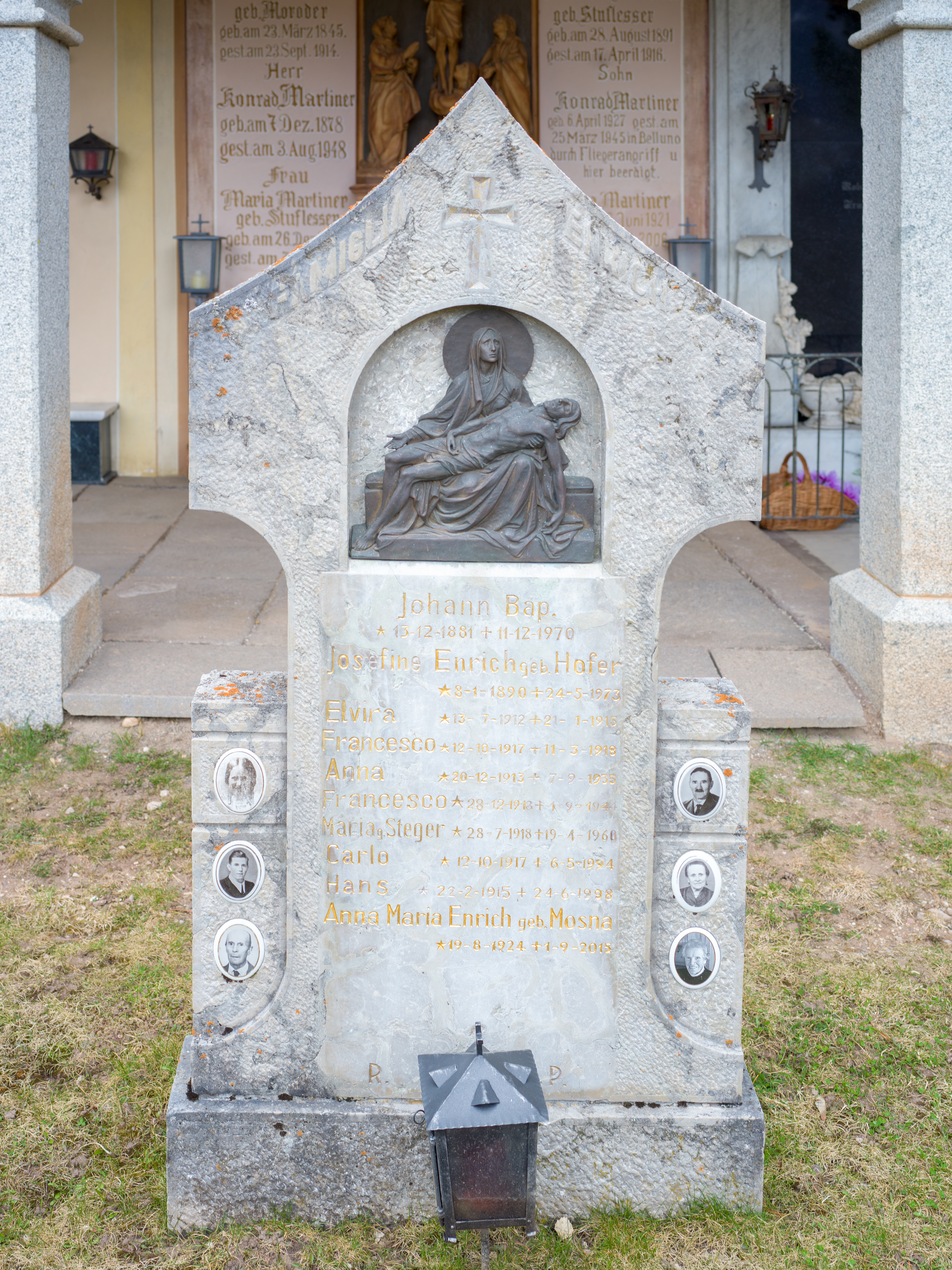
Familiengrab Enrich im Friedhof St. Ulrich in Gröden

## Bibliografie
- Vinzenz Mussner:  Scultëures y zipladëures a Urtijëi, che ie é mo cunesciù. Calënder de Gherdëina 1982, S. 50 (Foto des Giuani Enrich als Modell posierend (Ladinisch)).
- Heinz Stuflesser: Vel lëures de bera Giauani Enrich, da jeun. Nëus Ladins, 1. April 1968, S. 1 (Ladinisch).
- Bera Giuani Enrich. Nëus Ladins, 1. Januar 1971, S. 3–4 (Ladinisch).